# On Through the Night
On Through the Night är den brittiska heavy metal-gruppen Def Leppards debutalbum, släppt 1980.

## Låtlista
1. "Rock Brigade" - 3:09
2. "Hello America" - 3:27
3. "Sorrow Is a Woman" - 3:54
4. "It Could Be You" - 2:33
5. "Satellite" - 4:28
6. "When the Walls Came Tumbling Down" - 4:44
7. "Wasted" - 3:45
8. "Rocks Off" - 3:42
9. "It Don't Matter" - 3:21
10. "Answer to the Master" - 3:13
11. "Overture" - 7:44